# Matholwch
Matholwch var i mabinogion kung av Irland, make till Branwen och far till Gwern. 
I mabinogions andra gren kommer den irländske kungen Matholwch till Britannien för att erbjuda den brittiske kungen Bendigeidfran sin vänskap, för att de båda rikena ska bli starkare. Bendigeidfran välkomnar Matholwch och erbjuder honom sin syster, Branwen, som maka. Matholwch accepterar anbudet men inte länge därefter dödas Matholwchs hästar av Bedigeidfrans bror Efnisien. Bedigeidfran erbjuder Matholwch kompensation för hästarna som Matholwch accepterar och han och Branwen far tillbaka till Irland.
Branwen och Matholwch lever tillsammans i ett år och Branwen föder honom en son, Gwern. De irländska ädlingarna kan dock inte smälta att deras hästar har dödats, så de övertalar Matholwch att förskjuta Branwen. Matholwch går motvilligt med på detta och skickar Branwen att jobba i köket. Branwen lyckas dock skicka ett meddelande om sin nöd till sin bror Bendigedfran som invaderar Irland. Matholwch erbjuder sig abdikera och inleder således fredsfördrag samtidigt som han planerar ett bakhåll. Efnisien genomskådar dock planen och mördar även Gwern vilket leder till att strider bryter ut. Endast fem gravida kvinnor överlevde striderna.